# Bajdrag gol
Bajdrag gol (mongolsky Байдраг гол) je řeka v jižním Mongolsku (Bajanchongorský ajmag). Je 295 km dlouhá. Povodí má rozlohu 28 300 km².

## Průběh toku
Pramení na jižních svazích pohoří Changaj. Ústí do jezera Bón Cagán núr, které se nachází v severním podhůří Gobijského Altaje. Nejvýznamnějším přítokem je Öldsijt gol zleva. Na řece leží centrum sumu Žargalant.

## Vodní stav
Vodnost řeky je nejvyšší v létě.

## Využití
Využívá se k zavlažování.